# Eorhynchochelys
Eorhynchochelys (betekent 'dageraadbekschildpad' in het Grieks) is een geslacht van uitgestorven stamschildpadden uit de Xiaowa-formatie (of Wayao-afzetting van de Falang-formatie) uit het Laat-Trias in het zuidwesten van China.

## Naamgeving
De typesoort Eorhynchochelys sinensis werd in 2018 benoemd door Li e.a. De geslachtsnaam is afgeleid van het Grieks èoos, 'dageraad', rhynchos, 'snuit', en chelys, 'schildpad'. De soortaanduiding verwijst naar de herkomst uit China. Het holotype is SMMP 000016, een skelet met schedel.

## Beschrijving
Eorhynchochelys valt op door zijn ongebruikelijke combinatie van een schedel in schildpadstijl en een conventioneel reptielenlichaam. De schedel heeft bijvoorbeeld een tandeloze snavel die typerend is voor alle leden van Testudinata. Het thoraxgebied verschilt echter aanzienlijk van Pappochelys en Odontochelys en lijkt meer op Eunotosaurus omdat het geen schaal heeft, hoewel de ribben breed en plat waren. De schedel heeft ook een enkel paar gaten achter de schedel, in tegenstelling tot de aanwezigheid van twee paar gaten bij Pappochelys.